# Jan Kůrka
Jan Kůrka (n. 29 mai 1943, Pelhřimov⁠(d), Vysočina, Cehia) este un trăgător de tir ce a reprezentat Cehoslovacia, medaliat olimpic. A participat la o ediție a Jocurilor Olimpice (1968) în care a câștigat o medalie de aur.

## Participări
Lista de mai jos prezintă principalele competiții la care a participat Jan Kůrka de-a lungul carierei.
- shooting at the 1968 Summer Olympics – mixed 50 metre rifle, prone[*]